# Xã Henry, Quận Brown, South Dakota
Xã Henry (tiếng Anh: Henry Township) là một xã thuộc quận Brown, tiểu bang Nam Dakota, Hoa Kỳ. Năm 2010, dân số của xã này là 129 người.